# Międzynarodowa Konferencja Południkowa
Międzynarodowa Konferencja Południkowa (International Meridan Conference) – konferencja zorganizowana w Waszyngtonie w 1884 roku, której zadaniem było ustalenie południka zerowego i czasu uniwersalnego.

## Historia
W drugiej połowie XIX wieku w związku z rozwojem kolei i żeglugi morskiej problemem stał się brak ujednoliconego sposobu wyznaczania długości geograficznej. 1 października 1884 roku w Waszyngtonie została zorganizowana Międzynarodowa Konferencja Południkowa na którą zaproszono przedstawicieli 25 ówczesnych niepodległych państw. Delegacje zaprosił prezydent USA Chester Alan Arthur.
22 października 1884 roku został podpisany akt końcowy, który zawierał następujące rezolucje:
- konieczne jest przyjęcie pojedynczego głównego południka dla wszystkich narodów, zamiast wielości początkowych południków, które obecnie istnieją – zatwierdzony jednomyślnie
- zaproponowano rządom, aby południkiem zerowym był południk przechodzący przez obserwatorium w Greenwich – rezolucję poparły 22 państwa, wstrzymała się Dominikana, a przeciw była Francja i Brazylia
- zaproponowano, aby długość geograficzną liczyć w dwóch kierunkach do 180° od południka Greenwich. Długość geograficzna wschodnia miała być oznaczana jako dodatnia, a zachodnia jako ujemna – rezolucję poparło ją 14 delegacji, przeciw były Włochy, Szwecja, Holandia, Szwajcaria i Hiszpania, wstrzymały się: Austro-Węgry, Niemcy, Brazylia, Dominikana, Francja i Turcja.
- zaproponowano przyjęcie uniwersalnego dnia dla wszystkich państw
- dzień uniwersalny ma być średnim dniem słonecznym; ma rozpocząć się dla całego świata w momencie średniej północy początkowego południka, zbiegającej się z początkiem dnia cywilnego i daty tego południka oraz liczyć się od zera do dwudziestu czterech godzin.
- konferencja wyraziła nadzieję, że tak szybko, jak to będzie możliwe, astronomiczne i morskie dni będą zaczynać się o północy.
- konferencja wyraziła nadzieję, że badania techniczne mające na celu uregulowanie i rozszerzenie zastosowania systemu dziesiętnego do podziału przestrzeni kątowej i czasu zostaną wznowione[3]

## Uczestnicy
Do udziału w Konferencji zaproszono:
Austro-Węgry: Baron Ignatz von Schaeffer, Brazylia: Luís Cruls (dyrektor Obserwatorium w Rio de Janeria), Kolumbia: komandor S. R. Franklin, Kostaryka:  Juan Francisco Echeverria, Francja: A. Lefaivre (konsul) Pierre Janssen (dyrektor obserwatorium w Paryżu), Niemcy: Baron H. von Alvensleben, Wielka Brytania: kapitan Sir Frederick John Owen Evans,  prof. John Couch Adams (dyrektor Obsrwatorium Cambridge) Lieutenant-general Richard Strachey, Sandford Fleming, Gwatemala: Miles Rock, Hawaje: William DeWitt Alexander, Luther Aholo, Włochy: Albert de Foresta, Japonia: profesor Kikuchi Dairoku, Meksyk: Leandro Fernandez(inżynier), Angel Anguiano (dyrektor Obserwatorium w Meksyku), Paragwaj: kapitan John Stewart (konsul), Rosja: Karl von Struve, major-generał Hieronim Stebnicki, J. de Kologrivoff, San Domingo: M. de J. Galvan, Salwador: Antonio Batres, Hiszpania: Juan Valera, Emilio Ruiz del Arbol, Juan Pastorin, Szwecja: Carl Lewenhaupt, Szwajcaria: Emil Frey, Stany Zjednoczone: Christopher Raymond Perry Rodgers, Lewis Morris Rutherfurd, W. F. Allen, William Thomas Sampson, profesor Cleveland Abbe Wenezuela:  A. M. Soteldo, Chile: Francisco Vidal Gormaz, Alavaro Bianchi Tupper, Dania: Carl Steen Andersen de Bille (konsul generalny), Liberia: William Coppinger (konsul generalny), Holandia: G. de Weckherlin, Turcja: Rustem Effendi.
Na konferencję przyjechało 35 delegatów z 21 krajów. Jedynym Polakiem w tym gronie był Hieronim Stebnicki – członek 3 osobowej delegacji z Rosji.

## Wyniki
Rezolucje podjęte podczas Konferencji były jedynie propozycjami dla rządów poszczególnych państw, których zadaniem było ich wdrożenie. Japonia w 1886 roku przyjęła południk Greenwich jako zerowy i ustaliła północ na dziewięć godzin przed czasem Greenwich na początku 1888 roku. Większość krajów europejskich przyjęło czas Greenwich w ciągu dziesięciu lat, natomiast Francuzi korzystali z czasu lokalnego do 1911 roku.  